# Výstavní síň divadla Semafor

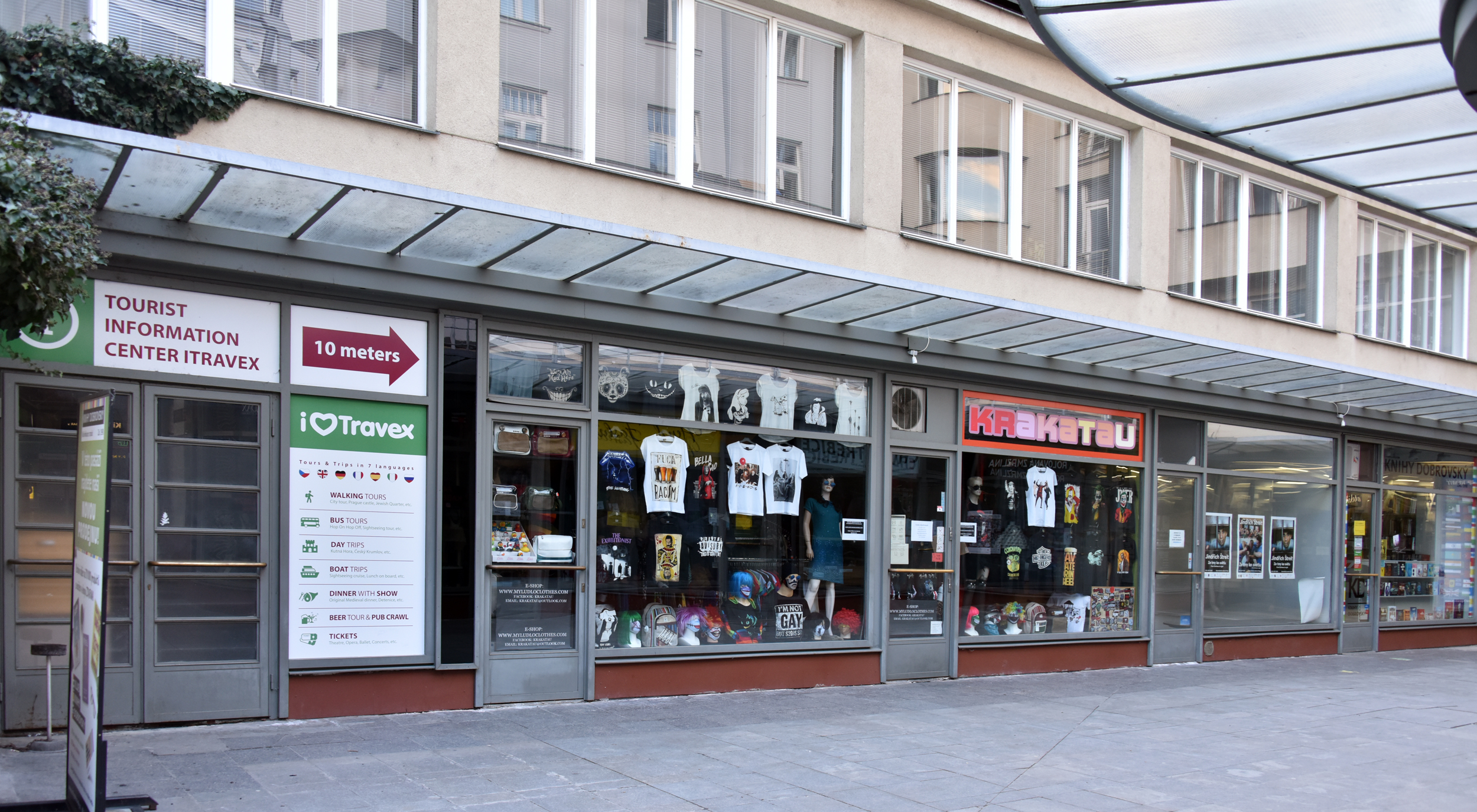
Bývalá Galerie Semafor, Pasáž U Stýblů

Výstavní síň divadla Semafor (Stýblova pasáž, Václavské náměstí 28) patřila v době normalizace k malým nezávislým galeriím. V letech 1982–1990 se zde uskutečnilo kolem sta výstav. Roku 1989 v galerii sídlilo Informační centrum Občanského fóra a po roce 1990 Opchod Žofie Melicharové s knihami, zvukovými nosiči a dalšími předměty se vztahem k Semaforu. Po vrácení domu původním majitelům a nuceném odchodu divadla Semafor do Hudebního divadla Karlín jsou prostory někdejší galerie pronajaty jako obchody.

## Historie
Patrová přístavba v pasáži Stýblova domu, kde sídlila Výstavní síň divadla Semafor, vznikla roku 1930 podle návrhu architekta Rudolfa Welse. Bývalé skladiště v jejím suterénu bylo podle návrhu Guida Laguse přestavěno na divadlo a dne 29. listopadu 1934 zahájilo provoz veselohrou Vrcholky štěstí J. Doss Passose. Do roku 1936 zde působili postupně režiséři a divadelní podnikatelé J. Cink, Viktor Šulc a Ema Švandová. V letech 1936–1948 (s přerušením 1944–1945) zde působilo Nové divadlo Oldřicha Nového. V roce 1949 v pasáži jednu sezónu působilo Nové divadlo satiry, které se po znárodnění stalo součástí Realistického divadla pod názvem Nové veseloherní divadlo. Po komunistické reorganizaci divadel roku 1950 a vzniku Městských divadel pražských zde sídlilo Divadlo komedie a poté divadlo Loutka. Roku 1964 byl celý objekt rekonstruován pro potřeby divadla Semafor.
Iniciátorem vzniku Výstavní síně divadla Semafor byl již od sedmdesátých let Karel Vilgus, v letech 1971–1990 výtvarník divadla Semafor. Výstavní prostor o ploše kolem 30-35 m², přístupný návštěvníkům mezi 16. a 21. hod., byl umístěn mezi schodišti do kanceláří a do zákulisí divadla a měl samostatný vchod z pasáže. Později byl zřízen další vchod i z foyeru divadla, aby galerii mohli navštívit diváci v přestávce programu. Výstavy se obměňovaly nejprve po měsíci, později po dvou týdnech.
Snahou kurátora Karla Vilguse bylo vystavovat práce spolupracovníků divadla Semafor nebo umělce, kteří nebyli členy Českého fondu výtvarných umělců a měli komplikovanou cestu do galerií kontrolovaných normalizačním SČVU. Oficiální monopol na prodej výtvarných děl měli pouze umělci registrovaní ve Fondu a proto byly výstavy neprodejní. Nezávislost galerie na SČVU, její poloha v centru Prahy a v sousedství slavného divadla vedla k velkému zájmu výtvarníků. Výstavní program byl obvykle naplněn na 10–12 měsíců dopředu. V letech 1983–1984 se neúspěšně pokusilo převzít galerii do své správy komerční Zájmové sdružení výtvarných umělců při Domu kultury kovoprůmyslu. Po administrativním přiřazení Semaforu k Hudebnímu divadlu Karlín byla roku 1986 rovněž zřízena komise pro sestavování výstavního plánu a jejím tajemníkem byl jmenován Karel Vilgus.
Kurátor Karel Vilgus i Jiří Datel Novotný, kteří vytvářeli program galerie, si dokázali i v době normalizace uchovat nezávislost. Státní aparát podporoval tzv. "družební spolupráci" uměleckých institucí a průmyslu. Roku 1984 jako partner galerie působil Dům kultury kovoprůmyslu a později koncernový podnik Mlékárenský průmysl, kde se poradcem generálního ředitele koncernu stal bývalý fotograf divadla Semafor Ivan Englich. Povinností pořadatelů výstav bylo "zasílat pozvánky na vernisáže nejen obvodnímu a krajskému kulturnímu inspektorovi, ale i "Vládní komisi pro výstavnictví České socialistické republiky". V praxi výstavy schvaloval ředitel divadla Semafor, formálně o nich rozhodoval také ředitel nadřízeného Státního divadelního studia, později Hudebního divadla v Karlíně. Využití výstavních síní na území Prahy 1 spadalo pod komisi kultury Obvodního národního výboru Prahy 1, která do programu nijak nezasahovala.
Galerie divadla Semafor vystavovala fotografie, kresby, grafiky, malby, keramiku, umělecké sklo i sochy. Představili se zde umělci, kteří nesměli vystavovat v síních kontrolovaných SČVU jako Zdena Fibichová a Vladimír Preclík (1987) nebo Olbram Zoubek a Joska Skalník (1989). Konaly se zde posmrtné výstavy obrazů Jiřího Šlitra a fotografií Tarase Kuščynského.

## Výstavy (výběr)
- 1984 Adolf Absolon: miniatury na dřevu
- 1984 Jan Souček: Surrealistické obrazy
- 1984 Miroslav Hucek: Fotografie
- 1986 Tomáš Bím: Obrazy a grafiky
- 1986 Mirka Věrčáková: Obrazy na dřevu
- 1987 Jan Pohribný: Fotografie
- 1987 Zdeněk Thoma: Zahrady tichého mámení (Japonsko)
- 1987 Dana Zámečníková: Malované vrstvené sklo
- 1987 Jiří Slíva: Kresby
- 1987 Vladimír Komárek: Obrazy a kresby
- 1987 Rifo Dobra: Fotografie
- 1987 Vladimír Preclík: Antipomníky
- 1987 František Skála
- 1987 Ivan Englich: Fotografie
- 1987 Zdena Fibichová: Keramická obydlí
- 1987 Vladimír Preclík: Sochy na doteku závislé
- 1987 Petr Poš: Kresby
- 1988 Antonín a Jiří Paříkovi: Naivní plastiky a kresby
- 1988 Miroslav Hucek: Fotografie
- 1988 Květinky neboli Kateřina Černá
- 1988 Stanislav Holý: Litografie
- 1988 Hana Čápová: Grafiky
- 1988 Karel Demel: Grafika
- 1988 Jindřich Ulrich
- 1988 Jiří Mocek: Obrazy, miniatury na dřevu
- 1988 Vladimír Suchánek: Drobná grafika
- 1989 Jaromír Šofr: Obrazy
- 1989 Zdeněk Mézl: Obrazy a dřevořezy
- 1989 Umělecká skupina Bratrstvo: fotografie[4]
- 1989 Šárka Radová: Keramika
- 1989 Jaroslav Staněk: Obrazy, koláže
- 1989 Jiří Šalamoun: Litografované alternativy
- 1989 Joska Skalník: Obrazy a kresby
- 1989 Erika Bornová - Sládková: Obrazy a sochy
- 1989 Olbram Zoubek: Sochy
- 1989 Miroslav Horníček: Koláže, kresby
- 1989 Karel Vaca: Obrazy
- 1990 Ivan Steiger: Princip naděje
- 1990 Jindra Viková: Keramika, kresby (úvod Jiří Šalamoun)
- další výstavy s nejistou datací: Taras Kuščynskyj (fotografie, posmrtná výstava), Jiří Macht (fotografie), Jana Rainerová (litografie), Běla Suchá (tapiserie, poslední výstava před smrtí), Jiří Suchý (kresby), Jiří Šlitr (kresby a olejomalby – zřejmě první výstava olejů JŠ), Mirka Věrčáková (obrazy), Karel Vilgus (plakáty), Karel Vysušil (grafika), Milan Wágner (fotografie), Zdeněk Burda (fotografie), Otto Dlabola (fotografie), Petr Hojda (fotografie), Václav Chochola (fotografie), Josef Kroupa (humor ve fotografii), Ivo K. Petřík (fotografie), Jan Saudek (fotografie), Karel Saudek (komiks), Miloslav Stibor (fotografie), Zdeněk Thoma (fotografie), TTT (výstava s tematikou Divadla pracujících z finského Tampere, které se Semaforem udržovalo na konci 80. let těsné kontakty)[5]